# دوبنیتسا ناد واهم
دوبنیتسا ناد واهم (به آلمانی: Dubnitz an der Waag) یک شهرک با جمعیت ۲۵٬۴۲۷ نفر که در Ilava District، اسلواکی واقع شده‌است.